# Voor de Show (België)
Voor de Show was een showbizzmagazine op de Vlaamse televisiezender VTM. Het geldt als opvolger van De dagshow en begon op 24 oktober 2011. Het werd bij aanvang geproduceerd door Studio-A, maar sinds 2 april 2012 nam de VTM-nieuwsdienst de productie voor zijn rekening. Eind 2012 werd het programma stopgezet.

## Presentatie
- Katja Retsin (24 oktober 2011 - 2012)
- Dina Tersago (24 oktober 2011 - 30 maart 2012[3])
- Bram Van Deputte (24 oktober 2011 - 2012)
- Tess Goossens (25 april 2012 - 2012), invaller

## Experten
- Jan Verheyen - film (tot maart 2012)
- Jean Blaute - muziek (enkel 2011)

## Bekende reporters
Naast de presentatoren en experten werkte het programma tot en met maart 2012 ook met een aantal vaste reporters:
- Staf Coppens
- Sean Dhondt
- Tess Goossens
- Evi Hanssen
- Kürt Rogiers
- Kris Wauters